# X-Seed 4000
X-Seed 4000（エクシード―4000）は、大成建設によって1989年に構想されたハイパービルディング計画である。

## 概要

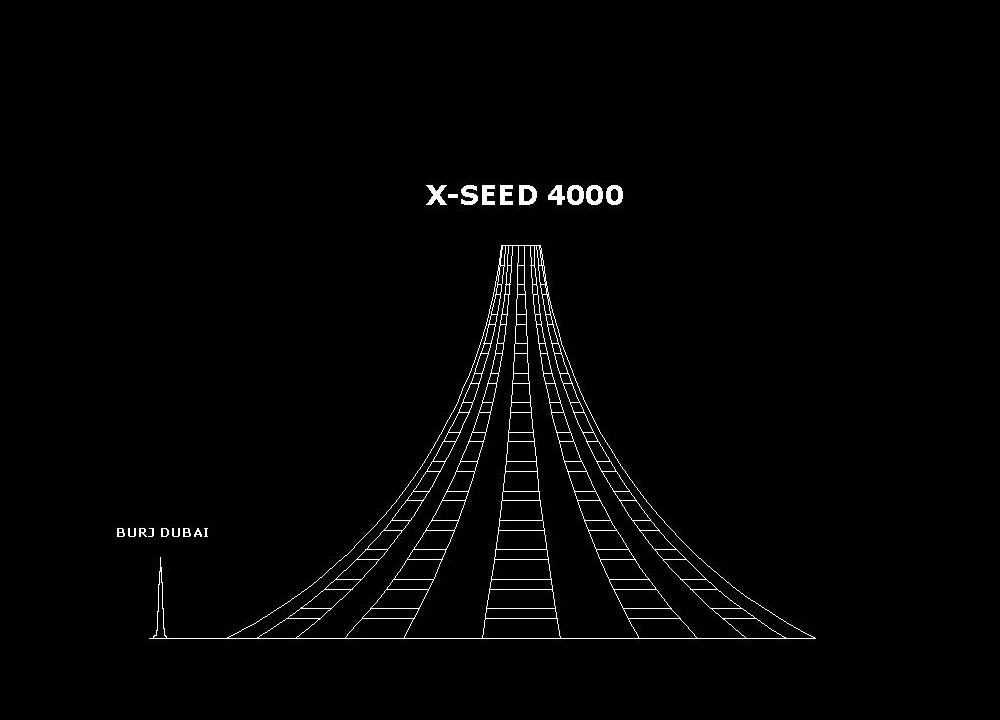
高さ比較、ブルジュ・ハリファとX-Seed 4000

X-Seed 4000 は、800〜1,000階建て、高さ4,000メートルに達する超高層建造物として構想された。これは、世界で構想された建築物の中で東京バベルタワーに次いで2番目に高い建築物とされている。なお、建築物以外の人工構造物としては、軌道エレベータなど、さらに地表から高くに到達する計画も存在している。

## 構造設計
延床面積は約7,000ヘクタール（東京ドーム約1,500個分）に達し、最大で100万人が生活可能な設計となっていた。建物の1階部分の直径は6,000メートルと非常に広大であり、上階に行くほど細くなる形状を採用。全体としては、日本の象徴である富士山型の外観を持つ（富士山の高さは3,776メートルである）。
建物内部は、30階ごとに約100メートルごとに完結するゾーン構想を採用され、各ゾーンには住宅、オフィス、商業施設、公共施設、公園など、都市機能を包括的に配置する計画だった。ゾーン構造は、住民の生活圏を分散化しながら効率的にまとめる目的があった。
内部交通システムとしては、超高速エレベーターに加え、横移動を可能にするモノレール型の移動手段や、パーソナルモビリティの利用が検討されていた。また、緊急時の避難経路やセキュリティシステムも、現代技術を超える高度な設計が求められていた。

## 環境対策と技術的特徴
建物全体においては、地球環境に配慮した設計が施される予定だった。もし建設が始まれば以下の設計が施される予定。
- 再生可能エネルギー：外壁に組み込まれた太陽光パネル、風力発電装置、水力を活用したエネルギー供給システムを採用。建物の規模を活かして、大部分のエネルギーを自給自足できる設計だった。
- 環境制御技術：内部の気温、湿度、大気圧、空気質を調整する高度なセンサーと制御システムを導入。これにより、外部環境に依存しない快適な居住空間を提供。
- 緑化計画：建物内部に広大な緑地帯や農地を配置し、居住者に自然との共存を提供すると同時に、食糧供給も部分的に自給する仕組みを計画。

## 建設地と経済的要因
建設地としては、広大な敷地と安定した地盤が必要であることから、東京湾の人工島が想定されていた。この選定は、日本の都市圏の人口集中を緩和しつつ、海洋エリアを有効活用する意図があった。推定工費は約200兆円、建設期間は約30年と見積もられ、これらは当時の技術水準や経済状況を大きく超える規模だった。これに加えて、建築中に発生する労働力不足や資材調達の課題、膨大な運用コストが懸念されていた。

## 技術的課題
この計画を阻む主な技術的課題は以下の通りが課題だった。
- 耐震性と風圧：日本特有の地震や台風に耐え得る構造設計が必要。
- 建築資材の開発：軽量かつ高強度な新素材の利用が必須で、従来技術では対応できなかった。
- 建築プロセスの効率化：建設期間を短縮し、資材コストを抑えるための高度な施工技術が求められていた。
- 維持管理：建設後の運用コストや、老朽化した設備の更新、建物内部の環境維持のための技術的インフラ。

## 歴史的背景と意義
この構想は、1980年代の日本がバブル経済期に突入し、技術と経済力への自信が頂点に達した時代の産物である。X-Seed 4000は、単なる建築物という枠を超え、「未来都市」の象徴としての役割を果たし、地球上の人類の可能性を広げる壮大な挑戦でもあった。
しかし、1990年代のバブル崩壊とその後の経済停滞、技術的課題の多さ、プロジェクトの費用対効果に対する疑念などが重なり、具体的な施工計画が実現することはなかった。

## 未来へのインスピレーション
現在では、X-Seed 4000 は建築史や未来都市計画の象徴的な構想として語り継がれ、人類が想像し得る究極の建築デザインの一つと見なされている。このプロジェクトが実現しなかったにもかかわらず、環境への配慮、都市の自給自足、超高層技術など、現代の建築や都市計画に多くの影響を与えている。

## 想定される建材の種類と必要な特性
X-Seed 4000の規模から考えると、従来の建築資材だけでは重量や強度、耐久性の点で不足します。そのため、次世代型の特殊素材が必要とされます。
- 超高強度コンクリート（UHPC: Ultra-High-Performance Concrete）

圧縮強度は通常のコンクリートの2〜10倍（150〜200 MPa以上）。
軽量化と高い耐久性を兼ね備えており、風圧や地震動に耐えるための基礎部分や柱に適用可能。
- 炭素繊維強化プラスチック（CFRP: Carbon Fiber Reinforced Polymer）

高い引張強度と軽量性を持つ。
主に外壁材や支柱部分に利用可能。
耐腐食性が高く、外部環境に対する耐久性も抜群。
- チタン合金

比重が軽く、耐熱性や耐食性に優れる。
屋根部分や高層部の支柱に使用される可能性が高い。
- グラフェンコーティング

ナノレベルでの保護膜として外壁に使用。
優れた防水性、断熱性、耐紫外線性を提供し、建材の寿命を延ばす。
- スマートガラス

電気刺激で透明度や遮熱性を調節可能。
太陽光を効率的に利用し、建物内の温度制御に貢献。

## 必要な資材の量
高さ4,000メートル、延床面積7,000ヘクタールを持つ建物の場合、以下の資材量が試算されます。
- コンクリート：50億立方メートル（富士山型の安定構造を維持するための基礎と柱に使用）

単価：約2万円/立方メートル（UHPC使用の場合）
必要量：約50億立方メートル
計：100兆円
- 鋼材：1億トン以上（炭素繊維やチタン合金を含む軽量鋼材）

単価：約50万円/トン（高性能素材使用時）
必要量：約1億トン
計：50兆円
- 外装材：（スマートガラス、グラフェン）：2,000万平方メートル

単価：約5万円/平方メートル
必要量：約2,000万平方メートル
計：1兆円
- 労働コスト

建設には数百万人の労働力が必要。平均労働単価を1人日あたり3万円とし、30年にわたる施工を仮定。
総人件費：30兆円
- 交通システムの設計・設置

超高速エレベーター：約5兆円
モノレールやパーソナルモビリティ：約3兆円
- 環境制御システム

太陽光発電、風力発電、水力発電：約10兆円
空調・気圧調整システム：約5兆円
- 安全対策

耐震・免震技術の開発・導入：約10兆円
- 総工費

資材コスト、労働コスト、インフラコストを合計すると以下の通り：
資材コスト：約151兆円
労働コスト：約30兆円
インフラコスト：約33兆円
総計：約214兆円

## 持続可能性の観点からの試算
太陽光発電：年間約100GWの発電能力が見込まれ、建物内のエネルギー需要をほぼ自給可能。
内部農場：建物内で年間100万トン以上の食料生産が可能（垂直農業の技術を活用）。

これらにより、運用コストの大幅な削減が期待され、長期的には都市全体の運営効率が向上する。

## 関連文献
- 石川憲二 (2010). 宇宙エレベーター -宇宙旅行を可能にする新技術-. オーム社. p. 18. ISBN 9784274067921